# Rudolf Brummer
Rudolf Brummer (* 23. April 1907 in Radebeul; † 1. Oktober 1989 in München) war ein deutscher Romanist und Katalanist.

## Leben und Werk
Brummer studierte in Leipzig, Paris und Breslau und promovierte 1932 in Breslau bei Fritz Neubert mit Studien zur französischen Aufklärungsliteratur im Anschluß an J.-A. Naigeon (Breslau 1932). Er habilitierte sich 1943 ebenda über Die erzählende Prosadichtung in den romanischen Literaturen des 13. Jahrhunderts (Bd. 1, Berlin 1948). An der Universität Rostock wurde er 1946 außerordentlicher, 1948 ordentlicher Professor für romanische Philologie. 1958 verließ er illegal die DDR und war von 1959 bis 1972 Professor in Mainz. Brummer war Ehrenpräsident der Deutsch-Katalanischen Gesellschaft. Der Deutsche Katalanistenverband benannte nach ihm ein Forschungsstipendium.

## Weitere Werke
- Grundzüge einer Bibliographie für das Studium der französischen Philologie, 3. Auflage, Berlin 1948
- (Hrsg.) Romanica. Festschrift Prof. Dr. Fritz Neubert, Berlin, zum 60. Geburtstag am 2. Juli 1946, Berlin 1948
- Ramon Llull. Eine Literaturstudie, in: Zeitschrift für romanische Philologie 84, 1968, S. 340–379
- Katalanische Sprache und Literatur. Ein Abriss, München 1975
- Bibliographia Lulliana. Ramon-Llull-Schrifttum 1870–1973, Hildesheim 1976, katalanisch: Palma de Mallorca 1991
- Studien zur französischen Aufklärungsliteratur im Anschluss an J.-A. Naigeon. (Sprache und Kultur der germanisch-romanischen Völker 11) Priebatsch, Breslau (1932)